# Artibeus gnomus
Artibeus gnomus је врста слепог миша из породице љиљака-вампира (Phyllostomidae).

## Распрострањење
Ареал врсте покрива средњи број држава. Врста има станиште у Бразилу, Венецуели, Колумбији, Перуу, Боливији, Гвајани, Суринаму и Француској Гвајани.

## Станиште
Станиште врсте су шуме до 800 метара надморске висине.

## Угроженост
Ова врста је наведена као последња брига, јер има широко распрострањење и честа је врста.